# Павлов Олександр Анатолійович
Павлов Олександр Анатолійович — заслужений діяч науки та техніки України, академік академії наук вищої школи України, доктор технічних наук, професор, декан Факультету інформатики та обчислювальної техніки (1995-2018), завідувач кафедрою автоматизованих систем обробки інформації та управління (1981-2021), професор кафедри інформатики та програмної інженерії Національного технічного університету України «Київський політехнічний інститут», лауреат премії ім. В. М. Глушкова НАН України в галузі інформатики, директор Науково-дослідного інституту інформаційних процесів, голова комісії з комп'ютерних наук науково-методичної Ради Міністерства освіти і науки України, голова експертної ради державної акредитаційної комісії Міністерства освіти і науки України.

## Життєпис

### Освіта
- У 1967 році закінчив Київський політехнічний інститут.
- У 1970 році захистив кандидатську, а 1977 року — докторську дисертації за спеціальністю 05.13.06 «Автоматизовані системи управління та прогресивні інформаційні технології».

### Кар'єра
- З 1974 року — доцент кафедри технічної кібернетики, з 1979 — професор кафедри автоматизованих систем управління, (з 1994 р. — автоматизованих систем обробки інформації та управління), з 1981 по 2021 р. — завідувач цієї кафедри, з 1995 по 2018 р. — декан факультету інформатики та обчислювальної техніки, з 2021 р. — професор кафедри інформатики та програмної інженерії.
- З 1997 р. О.А. Павлов є головою комісії з комп’ютерних наук Науково-методичної ради Міністерства освіти та науки України, а з 2006 – головою комісії з галузі знань «Інформатика та обчислювальна техніка» та підкомісії з комп’ютерних наук. О.А. Павлов як провідний фахівець з напряму «Комп’ютерні науки» визначає напрямки освітньої діяльності вищих навчальних закладів України, він є співавтором галузевих стандартів освіти з комп’ютерних наук. Як відомий вчений О.А. Павлов є заступником голови Спеціалізованої ради з присудження наукових ступенів кандидата та доктора технічних наук. Член редколегій періодичних науково-технічних видань у Києві, Харкові, Одесі, Львові тощо.

## Наукова діяльність
- Галузь наукових інтересів — теорія стійкості нелінійних динамічних детермінованих та стохастичних систем управління; математичні методи дослідження операцій (отримані нові наукові результати в галузі лінійного програмування, лінійного цілочисельного програмування); важковирішувані комбінаторні задачі (створено новий науковий напрям для ефективного точного вирішення широкого класу відомих важковирішувані комбінаторних задач оптимізації та розпізнавання); методологія проектування інтегрованих АСУ, моделі та методи планування та управління дрібносерійним виробництвом в умовах ринку; досліджена і обґрунтована можливість застосування розроблених моделей та алгоритмів при плануванні в складних організаційних системах в інших прикладних областях, зокрема: планування виробництва «на замовлення», планування функціонування робочого цеху, узгоджене планування виробництва по виготовленню партій, планування та управління складними проектами.
- Підготував 36 кандидатів і 7 докторів технічних наук (на 2021 р.)

## Нагороди та відзнаки
- У 2009 році удостоєний Державної премії України в галузі науки і техніки за роботу «Розробка нових математичних моделей, методів та інформаційних технологій розв’язування задач оптимізації, обробки та захисту інформації». Авторський колектив цієї роботи склали співробітники Інституту кібернетики ім. В.М. Глушкова НАН України, Київського національного університету імені Тараса Шевченка, Національного технічного університету України «Київський політехнічний інститут», Української інженерно-педагогічної академії МОН України.
- Робота являє собою цикл досліджень, виконаний авторським колективом протягом 1985-2008 років з метою розробки і використання нових математичних моделей, методів та високоінтелектуальних інформаційних технологій під час розв’язування задач обчислювальної, прикладної та дискретної математики. Одержані фундаментальні наукові результати з теорії оптимізації, керування, цифрової обробки сигналів та інформаційної безпеки використовуються на кафедрі дисципліни «Теорія ймовірності та математична статистика», «Математичні методи в економіці».

## Праці
Автор понад 200 наукових праць, у тому числі 10 монографій та 2 навчальних посібників.
Основні із них: «Алгоритмическое обеспечение сложных систем управления» (1989); «Линейные модели в нелинейных системах управления» (1982); «Конструктивные полиномиальные алгоритмы решения индивидуальных задач из класса NP» (1993, у співавторстві), «Информационные технологии и автоматизация в управлении» (2002, у співавторстві), «ПДС-алгоритми для важкорозв'язуваних комбінаторних задач. Теорія та методологія розробки» (1998, у співавторстві), «Принятие решений в сетевых системах с ограниченными ресурсами» (2010, у співавторстві), а також монографія англійською мовою «Combinatorial Optimization Problems in Planning and Decision Making» (2019, у співавторстві зі Згуровським М.З.) у видавництві Springer (Німеччина).

### Вибрана бібліографія
- Павлов А. А. Нахождение весов объектов по матрице парных сравнений, не содержащей цифровой информации [Архівовано 24 жовтня 2017 у Wayback Machine.] / А. А. Павлов, Г. А. Аракелян, В. И. Кут // Вісник НТУУ «КПІ». Інформатика, управління та обчислювальна техніка : збірник наукових праць. – 2007. – № 47. – С. 3–10. – Бібліогр.: 8 назв.
- Павлов А. А. [Метод группового учёта аргументов и анализа иерархий (МГУАИАИ) в задачах принятия решений] / А. А. Павлов, А. А. Иванова, Р. А. Зигура // Вісник НТУУ «КПІ». Інформатика, управління та обчислювальна техніка : збірник наукових праць. – 2007. – № 47. – С. 205–214. – Бібліогр.: 12 назв.
- Бодянский Е. В. Дискретное вейвлет–преобразование функций на ограниченном интервале и прогнозирование на его основе временных последовательностей, заданных короткой выборкой [Архівовано 24 жовтня 2017 у Wayback Machine.] / Е. В. Бодянский, Е. А. Винокурова, А. А. Павлов // Адаптивні системи автоматичного управління : міжвідомчий науково-технічний збірник. – 2008. – № 12(32) . – С. 8–15. – Бібліогр.: 21 назва.

Система моделирования оптимизационных методов нахождения весов объектов в задаче многокритериального выбора по матрицам парных сравнений [Архівовано 24 жовтня 2017 у Wayback Machine.] / А. А. Павлов, А. С. Штанькевич, А. А. Иванова, М. И. Логинов, В. И. Кут // Адаптивні системи автоматичного управління : міжвідомчий науково-технічний збірник. – 2008. – № 12(32) . – С. 104–111. – Бібліогр.: 6 назв.
- Павлов А. А. Сведение задачи построения многомерной регрессии к последовательности одномерных задач [Архівовано 24 жовтня 2017 у Wayback Machine.] / А. А. . Павлов, А. В. Чеховский // Вісник НТУУ «КПІ». Інформатика, управління та обчислювальна техніка : збірник наукових праць. – 2008. – № 48. – С. 111–112. – Бібліогр.: 10 назв.
- Павлов А. А. Нахождение весов по матрице парных сравнений с односторонними ограничениями [Архівовано 24 жовтня 2017 у Wayback Machine.] / А. А. Павлов, В. И. Кут, А. С. Штанькевич // Вісник НТУУ «КПІ». Інформатика, управління та обчислювальна техніка : збірник наукових праць] – 2008. – № 48. – С. 29–32. – Бібліогр.: 3 назви
- [Математические модели иерархического планирования и принятия решений] / А. А. Павлов, Е. Б. Мисюра, В. И. Кут, О. В. Щербатенко, В. В. Михайлов // Вісник НТУУ «КПІ». Інформатика, управління та обчислювальна техніка : збірник наукових праць. – 2008. – № 48. – С. 63–66. – Бібліогр.: 27 назв.
- Павлов А. А. Оперативные алгоритмы принятия решений в иерархической системе Саати, основанные на замещении критериев [Архівовано 24 жовтня 2017 у Wayback Machine.] / А. А. Павлов, Е. И. Лищук // Вісник НТУУ «КПІ». Інформатика, управління та обчислювальна техніка : збірник наукових праць. – 2008. – № 48. – С. 78–81. – Бібліогр.: 4 назв.
- Методология построения эффективного решения многоэтапных задач календарного планирования на основе принципа иерархии и комплекса взаимосвязанных моделей и методов [Архівовано 24 жовтня 2017 у Wayback Machine.] / М. З. Згуровский, А. А. Попов, Е. Б. Мисюра, О. В. Мельников // Вісник НТУУ «КПІ». Інформатика, управління та обчислювальна техніка : збірник наукових праць. – 2009. – № 50. – С. 8–18. – Бібліогр.: 11 назв.
- Згуровский М. З.  ПДС-алгоритмы и труднорешаемые задачи комбинаторной оптимизации [Архівовано 24 жовтня 2017 у Wayback Machine.] / М. З. Згуровский, А. А. Павлов, Е. Б. Мисюра // Системні дослідження та інформаційні технології : науково-технічний журнал. – 2009. – № 4. – С. 14–31. . – Бібліогр.: 16 назв.
- Методы оперативного планирования и принятия решений в сложных организационно-технологических системах [Архівовано 24 жовтня 2017 у Wayback Machine.] / М. З. Згуровский, А. А. Павлов, Е. Б. Мисюра, О. В. Мельников // Вісник НТУУ «КПІ». Інформатика, управління та обчислювальна техніка : збірник наукових праць. – 2009. – № 50. – С. 3–7. – Бібліогр.: 8 назв.
- Павлов А. А. Построение многомерной полиномиальной регрессии. Активный эксперимент [Архівовано 24 жовтня 2017 у Wayback Machine.] / А. А. Павлов, А. В. Чеховский // Системні дослідження та інформаційні технології : науково-технічний журнал. – 2009. – № 1. – С. 96–99. – Бібліогр.: 11 назв.
- Згуровский М. З. Иерархическое планирование в системах, имеющих сетевое представление технологических процессов и ограниченные ресурсы, как задача принятия решений [Архівовано 24 жовтня 2017 у Wayback Machine.] / М. З. Згуровский, А. А. Павлов // Системні дослідження та інформаційні технології : науково-технічний журнал. – 2009. – № 3. – С. 70–75. – Бібліогр.: 26 назв.
- Згуровский М. З. ПДС-алгоритмы и труднорешаемые задачи комбинаторной оптимизации [Архівовано 24 жовтня 2017 у Wayback Machine.] / М. З. Згуровский, А. А. Павлов, Е. Б. Мисюра // Системні дослідження та інформаційні технології : науково-технічний журнал. – 2009. . – № 4. – С. 14–31. – Бібліогр.: 16 назв.
- Решение задачи агрегации в трехуровневой модели планирования мелкосерийного производства [Архівовано 24 жовтня 2017 у Wayback Machine.] / А. А. Павлов, Е. Б. Мисюра, О. В. Мельников, Е. Ганзина // Вісник НТУУ «КПІ». Інформатика, управління та обчислювальна техніка : збірник наукових праць. – 2009. – № 51. – С. 26–27. – Бібліогр.: 1 назва.
- Павлов А. А. Инверсный модифицированный алгоритм метода группового учета аргументов и анализа иерархий в задаче принятия решений [Архівовано 24 жовтня 2017 у Wayback Machine.] / А. А. Павлов, А. А. Иванова, А. С. Штанькевич // Адаптивні системи автоматичного управління : міжвідомчий науково-технічний збірни. – 2009. – № 14(34).  – С. 99–104. – Бібліогр.: 10 назв.
- Модифицированный метод анализа иерархий (версии 2, 3)  [Архівовано 24 жовтня 2017 у Wayback Machine.] / А. А. Павлов, А. А. Иванова, А. С. Штанькевич, А. П. Федотов // Вісник НТУУ «КПІ». Інформатика, управління та обчислювальна техніка : збірник наукових праць. – 2009. – № 51. – С. 3–12. – Бібліогр.: 9 назв.
- Программный продукт «решение задачи агрегации технологического графа» [Архівовано 24 жовтня 2017 у Wayback Machine.] / А. А. Павлов, Е. Б. Мисюра, О. В. Мельников, Е. Ганзина // Вісник НТУУ «КПІ». Інформатика, управління та обчислювальна техніка : збірник наукових праць. – 2009. – № 51. – С. 55–56. – Бібліогр.: 1 назва.
- Павлов А. А. Минимизация суммарного запаздывания при наличии заданий с отрицательными значениями директивных сроков [Архівовано 24 жовтня 2017 у Wayback Machine.] / А. А. Павлов, Е. Б. Мисюра, Д. Ю. Костик // Вісник НТУУ «КПІ». Інформатика, управління та обчислювальна техніка : збірник наукових праць. – 2011. – № 53. – С. 3–5. – Бібліогр.: 2 назви.
- Павлов А. А. Нестационарный метод анализа иерархий в задачах иерархического планирования и принятии решений [Архівовано 24 жовтня 2017 у Wayback Machine.] / А. А. Павлов, Т. Н. Лисецкий // Вісник НТУУ «КПІ». Інформатика, управління та обчислювальна техніка : збірник наукових праць. – 2011. – № 54. – С. 82–86. – Библиогр.: 2 назв.
- Павлов А. А. Объединение работ в группы с учетом их приоритетов, готовности к выполнению и директивных сроков [Архівовано 24 жовтня 2017 у Wayback Machine.] / А. А. Павлов, Е. Б. Мисюра, Т. Н. Лисеций // Вісник НТУУ «КПІ». Інформатика, управління та обчислювальна техніка : збірник наукових праць. – 2011. – № 53. – С. 209–211– Бібліогр.: 2 назви.
- Павлов А. А. Прикладные алгоритмы идентификации нелинейных систем управления [Архівовано 24 жовтня 2017 у Wayback Machine.] / А. А. Павлов // Вісник НТУУ «КПІ». Інформатика, управління та обчислювальна техніка : збірник наукових праць. – 2011. – № 54. – С. 87–88. – Бібліогр.: 2 назви.
- Павлов А. А. Исследование свойств задачи календарного планирования для одного прибора по критерию минимизации суммарного опережения заданий при условии допустимости расписании [Архівовано 24 жовтня 2017 у Wayback Machine.] / А. А. Павлов, Е. Б. Мисюра, Е. А. Халус // Вісник НТУУ «КПІ». Інформатика, управління та обчислювальна техніка : збірник наукових праць. – 2012. – Вип. 56. – С. 98–102. – Бібліогр.: 1 назва.
- Павлов А. А. Построение одномерной нелинейной регрессии на основе сплайн-технологии и нормированных ортогональных полиномов Форсайта [Архівовано 24 жовтня 2017 у Wayback Machine.] / А. А. Павлов, В. В. Калашник, А. Ю. Халимон // Вісник НТУУ «КПІ». Інформатика, управління та обчислювальна техніка : збірник наукових праць. – 2012. – Вип. 55. – С. 141–143. – Бібліогр.: 2 назви.

Формальн описание трехуровневой модели оперативного планирования систем с сетевым представлением технологических процессов. Постановка новых задач исследования [Архівовано 24 жовтня 2017 у Wayback Machine.] / А. А. Павлов., Е. Б. Мисюра, О. В. Щербатенко, В. В. Михайлов, О. В. Мельников // Вісник НТУУ «КПІ». Інформатика, управління та обчислювальна техніка : збірник наукових праць. – 2012. – Вип. 55. – С. 5–10. – Бібліогр.: 3 назви.
- Павлов А. А. Исследование свойств задачи календарного планирования выполнения заданий с общим директивным сроком параллельными приборами по разным критериям оптимальности [Архівовано 24 жовтня 2017 у Wayback Machine.] / А. А. Павлов, Е. Б. Мисюра, М. О. Сперкач // Вісник НТУУ «КПІ». Інформатика, управління та обчислювальна техніка : збірник наукових праць. – 2012. – № 57. – С. 15–17.  – Бібліогр.: 1 назва.
- Павлов А. А. Субоптимальный полиномиальный алгоритм решения одного класса многоэтапных сетевых задач календарного планирования [Архівовано 24 жовтня 2017 у Wayback Machine.] / А. А. Павлов, М. О. Сперкач, Е. А. Халус // Вісник НТУУ «КПІ». Інформатика, управління та обчислювальна техніка : збірник наукових праць. – 2012. – № 57. – С. 51–55. – Бібліогр.: 3 назв.
- [Результирующая формализация первого уровня трехуровневой модели оперативного планирования и принятия решений по критерию минимизации суммарного опережения директивных сроков] / А. А. Павлов, Е. Б. Мисюра, Е. А. Халус, М. О. Сперкач, Г. А. Аракелян // Вісник НТУУ «КПІ». Інформатика, управління та обчислювальна техніка : збірник наукових праць. – 2012. – Вип. 56.  С. 56–57. – Бібліогр.: 3 назви.
- Павлов А. А. Минимизация суммарного запаздывания при выполнении независимых заданий с общим директивным сроком идентичными параллельными приборами, моменты запуска которых произвольны [Архівовано 24 жовтня 2017 у Wayback Machine.] / А. А. Павлов, Е. Б. Мисюра // Вісник НТУУ «КПІ». Інформатика, управління та обчислювальна техніка : збірник наукових праць. – 2013. – Вип. 59. – С. 28–34. – Бібліогр.: 3 назви.

Четырехуровневая модель планирования, принятия решений и оперативного управления в сетевых системах с ограниченными ресурсами [Архівовано 24 жовтня 2017 у Wayback Machine.] / А.  А. Павлов, Е. Б. Мисюра, Т. Н. Лисецкий, М. О. Сперкач, Е. А. Халус // Вісник НТУУ «КПІ». Інформатика, управління та обчислювальна техніка : збірник наукових праць. – 2013. – Вип. 58. – С. 11–23. – Бібліогр.: 5 назв.
- Павлов А. А. оптимальности допустимых решений труднорешаемых задач комбинаторной оптимизации[недоступне посилання з липня 2019] / А. А. Павлов // Вісник НТУУ «КПІ». Інформатика, управління та обчислювальна техніка : збірник наукових праць. – 2013. – Вип. 59. – С. 4–11. – Бібліогр.: 7 назв.
- Павлов А. А. Составление расписания выполнения независимых заданий идентичными параллельными приборами, моменты запуска которых меньше общего директивного срока [Архівовано 24 жовтня 2017 у Wayback Machine.] / А. А. Павлов, Е. Б. Мисюра, Т. Н. Лисецкий // Вісник НТУУ «КПІ». Інформатика, управління та обчислювальна техніка : збірник наукових праць. – 2013. – Вип. 58. – С. 24–28. – Бібліогр.: 3 назви.
- Павлов А. А. Задача составления допустимого расписания с максимально поздним моментом запуска выполнения идентичными параллельными приборами работ с общим директивным сроком [Архівовано 24 жовтня 2017 у Wayback Machine.] / А. А. Павлов, О. Г. Жданова, М. О. Сперкач // Вісник НТУУ «КПІ». Інформатика, управління та обчислювальна техніка : збірник наукових праць. – 2014. – Вип. 61. – С. 93–102. – Бібліогр.: 3 назви.
- Згуровский М. З. Минимизация лексикографического критерия для допустимого расписания на параллельных приборах с произвольными директивными сроками [Архівовано 24 жовтня 2017 у Wayback Machine.] / М. З. Згуровский, А. А. Павлов, Е. Б. Мисюра // Вісник НТУУ «КПІ». Інформатика, управління та обчислювальна техніка : збірник наукових праць. – 2014. – Вип. 61. – С. 4–17. – Бібліогр.: 4 назви.
- Павлов А. А. Составление допустимого расписания выполнения работ на одном приборе оптимального по критерию минимизации суммарного опережения работ [Архівовано 24 жовтня 2017 у Wayback Machine.] / А. А. Павлов, Е. А.  Халус // Вісник НТУУ «КПІ». Інформатика, управління та обчислювальна техніка : збірник наукових праць. – 2014. – Вип. 61. – С. 27–34. – Бібліогр.: 4 назви.
- Методология построения четырехуровневой модели планирования, принятия решений и оперативного планирования в сетевых системах с ограниченными ресурсами [Архівовано 18 жовтня 2017 у Wayback Machine.] / М. З. Згуровский, А. А. Павлов, Е. Б. Мисюра, О. В. Мельников, Т. Н. Лисецкий // Вісник НТУУ «КПІ». Інформатика, управління та обчислювальна техніка : збірник наукових праць. – 2014. – Вип. 61. – С. 60–84. – Бібліогр.: 4 назви.
- Павлов А. А. решения задач составления расписаний по критерию опережения/запаздывания на одном приборе[недоступне посилання з липня 2019] / А. А. Павлов, Е. Б. Мисюра // Вісник НТУУ «КПІ». Інформатика, управління та обчислювальна техніка : збірник наукових праць. – 2014. – Вип. 60. – С. 4–19. – Бібліогр.: 26 назв.
- Павлов А. А. Рекомендации по выбору зоны проведения активного эксперимента для одномерного полиномиального регрессионного анализа [Архівовано 24 жовтня 2017 у Wayback Machine.] / А. А. Павлов, В. В. Калашник. // Вісник НТУУ «КПІ». Інформатика, управління та обчислювальна техніка : збірник наукових праць. – 2014. – Вип. 60. – С. 41–45. – Бібліогр.: 1 назва.
- Павлов А. А. Построение многомерной полиномиальной регрессии. Регрессия с повторяющимися аргументами во входных данных [Архівовано 24 жовтня 2017 у Wayback Machine.] / А. А. Павлов, В. В. Калашник, Д. А. Коваленко // Вісник НТУУ «КПІ». Інформатика, управління та обчислювальна техніка : збірник наукових праць. – 2015. – Вип. 62. – С. 57–61. – Бібліогр.: 3 назви.
- Павлов А. А. Методологические и теоретические основы ПДС-алгоритма решения задачи минимизации суммарного взвешенного запаздывания при выполнении заданий одним прибором [Архівовано 24 жовтня 2017 у Wayback Machine.] / А. А. Павлов, Е. Б. Мисюра // Вісник НТУУ «КПІ». Інформатика, управління та обчислювальна техніка : збірник наукових праць. – 2015. – Вип. 62. – С. 93–99. – Бібліогр.: 6 назв.
- Алгоритмизация третьего и четвертого уровней четырехуровневой модели календарного и оперативного планирования и принятия решений в сетевых системах с ограниченными ресурсами [Архівовано 24 жовтня 2017 у Wayback Machine.] / А. А. Павлов, Е. Б. Мисюра, О. В. Мельников, И. П. Муха, Т. Н. Лисецкий // Вісник НТУУ «КПІ». Інформатика, управління та обчислювальна техніка : збірник наукових праць. – 2015. – Вип. 63. – С. 72–92. – Бібліогр.: 7 назв.
- Згуровский, М. З. Задача построения допустимого расписания с максимально поздним моментом запуска и минимальным суммарным опережением [Архівовано 24 жовтня 2017 у Wayback Machine.] / М. З. Згуровский, А. А. Павлов, Е. А. Халус // Системні дослідження та інформаційні технології : міжнародний науково-технічний журнал. – 2015. – № 2. – С. 7–15. – Бібліогр.: 2 назви.
- Павлов А. А. Выполнение заданий с общим директивным сроком параллельными приборами по критериям оптимальности: минимизация суммарного опережения относительно директивного строка и максимизация момента запуска заданий на выполнение [Архівовано 24 жовтня 2017 у Wayback Machine.] / А. А. Павлов, М. О. Сперкач // Вісник НТУУ «КПІ». Інформатика, управління та обчислювальна техніка : збірник наукових праць. – 2015. – Вип. 62. – С. 89–92. – Бібліогр.: 4 назви.
- "Модифицированный алгоритм построения многомерной полиномиальной регрессии по избыточному описанию" / А. А. Павлов, А. В. Чеховской // Вестник НТУ “ХПИ”: Сборник научных трудов. Тематический выпуск «Системный анализ, управление и информационные технологии». – Харьков: НТУ «ХПИ». – 2012. – №29. – С.50–54
- "Павлов А.А." Формальное описание трехуровневой модели оперативного планирования систем с сетевым представлением технологических процессов. Постановка новых задач исследования [Текст] " / А. А. Павлов, Е. Б. Мисюра, О. В. Мельников и др. [О. В. Щербатенко, В. В. Михайлов] // Вісник НТУУ “КПІ”. Серія «Інформатика, управління та обчислювальна техніка». – К.: “ВЕК+”, 2012. – №55. – С. 5–10.
- " Побудова ПДС-алгоритму розв’язання задачі мінімізації сумарного зваженого запізнення виконання робіт на одному приладі" / О. А. Павлов, О. Б. Місюра, К. Ю. Шевченко // Вісник НТУУ “КПІ”. Серія «Інформатика, управління та обчислювальна техніка». – К.: “ВЕК+”, 2012. – №56. – С. 58–70. (Construction of a PDC-algorithm for solving the single machine total weighted tardiness problem)
- "Результирующая формализация первого уровня трехуровневой модели оперативного планирования и принятия решений по критерию минимизации суммарного опережения директивных сроков" / А. А. Павлов, Е. Б. Мисюра, Е. А. Халус, М. О. Сперкач, Г. А. Аракелян // Вісник НТУУ “КПІ”. Серія «Інформатика, управління та обчислювальна техніка». – К.: “ВЕК+”, 2012. – №56. – С. 56–57.
- "Исследование свойств задачи календарногопланирования выполнения заданий с общим директивным сроком параллельными приборами по разным критериям оптимальности" / А. А. Павлов, Е. Б. Мисюра, М. О. Сперкач // Вісник НТУУ “КПІ”. Серія «Інформатика, управління та обчислювальна техніка». – К.: “ВЕК+”, 2012. – №57. – С. 15–17.
- "Четырехуровневая модель планирования, принятия решений и оперативного управления в сетевых системах с ограниченными ресурсами" / А. А. Павлов, Е. Б. Мисюра, Т. Н. Лисецкий, М. О. Сперкач, Е. А. Халус // Вісник НТУУ «КПІ». Інформатика, управління та обчислювальна техніка: Зб. наук. пр. – К.: Век+,. – 2013. – № 58. – 159 c., стор.11-23.
- "Составление расписания выполнения независимых заданий идентичными параллельными приборами, моменты запуска которых меньше общего директивного срока" / А. А. Павлов, Е. Б. Мисюра, Т. Н. Лисецкий // Вісник НТУУ «КПІ». Інформатика, управління та обчислювальна техніка: Зб. наук. пр. – К.: Век+. – 2013. – № 58. – 159 c., стор. 24-29.
- "Павлов А.А." Признаки оптимальности допустимых решений труднорешаемых задач комбинаторной оптимизации" // Вісник НТУУ «КПІ». Інформатика, управління та обчислювальна техніка: Зб. наук. пр. – К.: Век+,. – 2013. – № 59. – 134 c., стор. 4-11.
- "Поліноміальна складова ПДС - алгоритму розв’язання однієї задачі теорії розкладів" /О. А. Павлов, О. Г. Жданова, О. Б. Місюра, М. О. Сперкач // Технологічний аудит та резерви виробництва. – Х.: 2013. – №6/3 (14). – С.47–51.
- "Павлов О.А." Задача складання розкладу виконання завдань паралельними приладами з метою мінімізації максимуму відхилення від директивного терміну моментів завершення приладами усіх завдань / О. А. Павлов, О. Г. Жданова, М. О. Сперкач // Математичне та комп’ютерне моделювання. Серія «Технічні науки». – Кам’янець-Подільський: Кам’янець-Подільський національний університет імені Івана Огієнка, 2014. – Вип. 10. – С. 50-60.
- "Павлов О.А." Виконання завдань із загальним директивним терміном паралельними пристроями за критеріями оптимальності: мінімізація сумарного випередження щодо директивного терміну та максимізація моменту запуску завдань на виконання // О. А. Павлов, М. О. Сперкач / Вісник НТУУ «КПІ». Інформатика, управління та обчислювальна техніка: Зб. наук. пр. – К.: Век+,. – 2015. – № 62. – 89-92c.
- "Павлов О.А." Методологічні та теоретичні основи ПДС-алгоритму розв’язання задачі мінімізації сумарного зваженого запізнювання при виконанні завдань одним приладом // О. А. Павлов, О. Б. Місюра / Вісник НТУУ «КПІ». Інформатика, управління та обчислювальна техніка: Зб. наук. пр. – К.: Век+. – 2015. – № 62. – 93-99 c.
- "«Управление ресурсами распределенных проектов и программ» РАЗДЕЛ 4. Модели и методы выбора проекта в условиях наличия неформализованной глобальной цели" / М. З. Згуровский, А. А. Павлов, А. А. Иванова. – Виготовлювач Національний університет кораблебудування імені адмірала Макарова Николаев, 2015. – 386 с. ISBN 978-966-97484-2-3 Стр. 122-150.
- "Павлов О. А. " [Архівовано 6 лютого 2018 у Wayback Machine.] Математичні моделі і методи планування та прийняття рішень в складних системах в умовах невизначеності. – НТУУ «КПІ», 2013
- "Павлов А. А."  [Архівовано 24 жовтня 2017 у Wayback Machine.] ПДС-алгоритмы решения задач составления расписаний по критерию опережения/запаздывания на одном приборе / А. А. Павлов, Е. Б. Мисюра // Вісник НТУУ «КПІ». Інформатика, управління та обчислювальна техніка : збірник наукових праць. – 2014. – Вип. 60. – С. 4–19. – Бібліогр.: 26 назв.
- "Павлов А. А."  [Архівовано 24 жовтня 2017 у Wayback Machine.] Признаки оптимальности допустимых решений труднорешаемых задач комбинаторной оптимизации / А. А. Павлов // Вісник НТУУ «КПІ». Інформатика, управління та обчислювальна техніка : збірник наукових праць. – 2013. – Вип. 59. – С. 4–11. – Бібліогр.: 7 назв.
- [Архівовано 24 жовтня 2017 у Wayback Machine.] Формальное описание трехуровневой модели оперативного планирования систем с сетевым представлением технологических процессов. Постановка новых задач исследования / А. А. Павлов, Е. Б. Мисюра, О. В. Щербатенко, В. В. Михайлов, О. В. Мельников // Вісник НТУУ «КПІ». Інформатика, управління та обчислювальна техніка : збірник наукових праць. – 2012. – Вип. 55. – С. 5–10. – Бібліогр.: 3 назви.
- "Принятие решений в сетевых системах с ограниченными ресурсами: Монография" / М. З. Згуровский, А. А. Павлов. – К.: Наукова думка. – 2010. – 573 с.
- "Zgurovsky M.Z., Pavlov A.A. (2019) Combinatorial Optimization Problems in Planning and Decision Making". Studies in Systems, Decision and Control, vol 173. Springer, Cham. https://doi.org/10.1007/978-3-319-98977-8